# Стюарт, Эми
Э́ми Стю́арт, имя при рождении - Эми Паулетта Стюарт (англ. Amy "Amii" Paulette Stewart, род. 29 января 1956) — американская диско-певица.
Наиболее известна по своему диско-каверу на песню Эдди Флойда «Knock on Wood» (как пишет музыкальный сайт AllMusic, «изумительному, хотя и нетрадиционному»), поднявшемуся в 1979 году на 1 место в США.
Эми Стюарт является сводной сестрой актрисы и певицы Микел Браун и, соответственно, приходится тётей дочери Микел Браун — Синитте.
В одно время сотрудничала с композиторами Джорджо Мородер и Эннио Морриконе.

## Дискография
- См. «Amii Stewart § Discography» в английском разделе.